# 帕蘇比奧山
45°47′32″N 11°10′36″E / 45.79222°N 11.17667°E

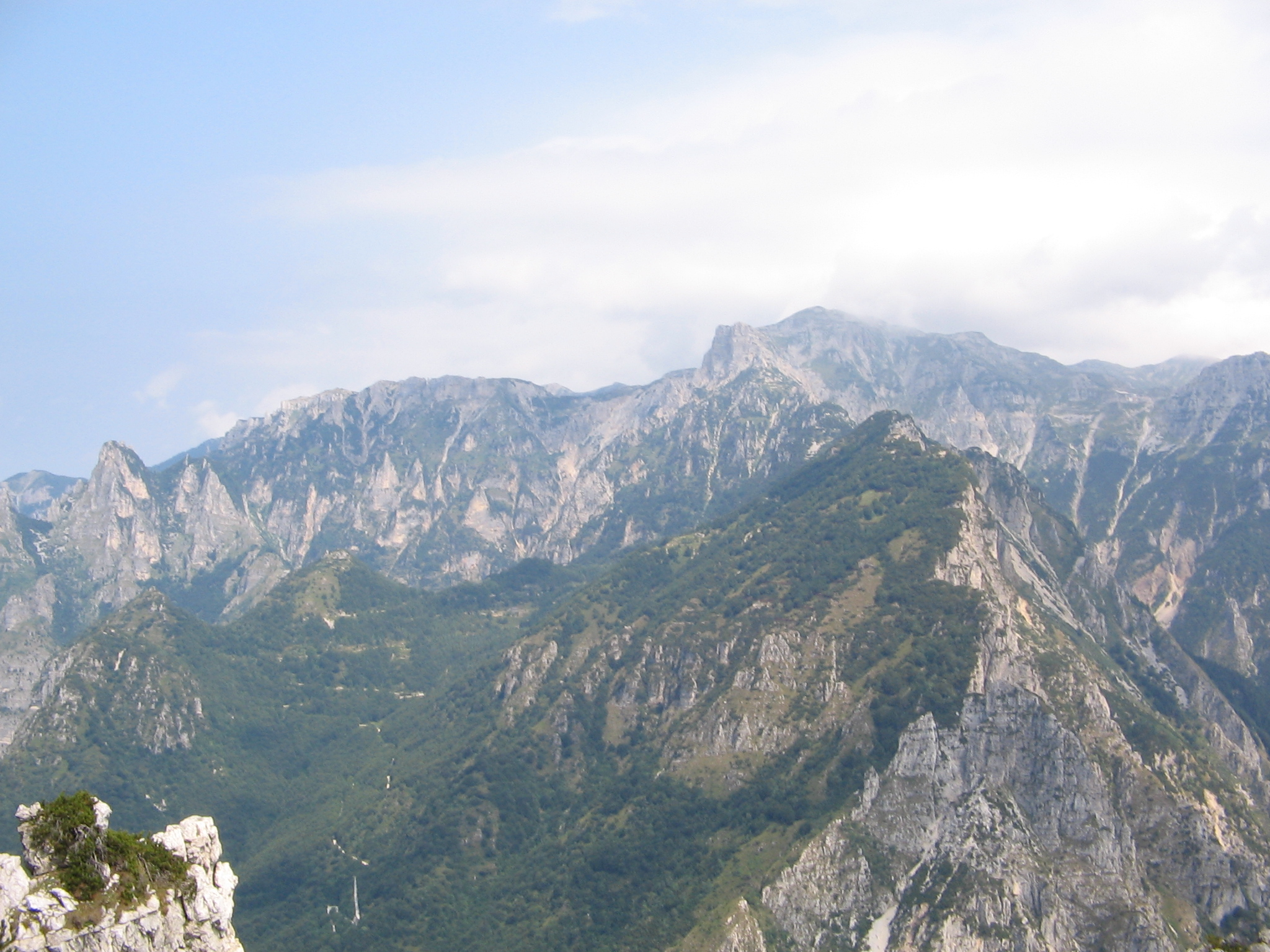

帕蘇比奧山（義大利語：Pasubio），是意大利的山峰，位於該國東北部，處於維琴察省和特倫托自治省接壤的邊界，屬於維琴察阿爾卑斯山脈的一部分，海拔高度2,232米。